# شیکونین

ساختار شیمیایی شیکونین

شیکونین (به انگلیسی: Shikonin) یک متابولیت ثانویه گیاهی است که دارای خواص دارویی قابل توجهی از جمله اثر ضد سرطان، ضد میکروب، ضد التهاب، بهبود زخم و ضد دیابت است. شیکونین و مشتقات آن رنگدانه‌های قرمز رنگ از گروه نفتوکوئینون‌ها هستند که در ریشه بسیاری از گونه‌های خانواده گاوزبانیان (Boraginaceae) شامل erythrorhizon ,Lithospermum Arnebia ,Onosma ,Alkanna ,Anchusa و Echium تجمع می‌یابند. از آنجا که محل تجمع این رنگیزه‌ها در بخش پوست ریشه است، ریشه‌های این گیاهان به رنگ قرمز بنفش است. اگر شیکونین از بافت‌های تازه استخراج شود، به تدریج طی چند روز تیره می‌شود و در نهایت تبدیل به رسوب سیاهی می‌گردد که تصور می‌شود پلیمر باشند.
خانواده گاوزبانیان اغلب گیاهان علفی چند ساله هستند و شامل حدود ۱۰۰ سرده و ۲۰۰۰ گونه است که در مناطق معتدل و گرمسیری توزیع شده‌اند. متابولیت‌های ثانویه مهم این خانواده آلکالوئید‌ها، نفتوکوئینون‌ها، پلی‌فنل‌ها، فیتواسترول‌ها، ترپنوئیدها و اسیدهای چرب است. به‌طورکلی متابولیت‌های ثانویه گیاهان به سه گروه اصلی پلی‌فنل‌ها، آلکالوئیدها و ترپن‌ها دسته‌بندی می‌شوند. نفتوکوئینون‌ها متعلق به دسته پلی‌فنل‌ها هستند که شیکونین و مشتق‌های آن دارای بیشترین اهمیت تجاری در بین رنگدانه‌های نفتوکوئینون هستند. شیکونین دارای خاصیت چربی‌دوستی بالایی است و در دمای بالا ناپایدار است و تمایل به اکسید شدن و پلیمریزاسیون دارد.

گیاه اریترورایزن و ریشه‌های قرمز رنگ حاوی شیکونین

از مشتق‌های مهم شیکونین می‌توان دئوکسی شیکونین و استیل شیکونین را نام برد که دئوکسی شیکونین، فاقد عامل هیدروکسیل در زنجیره جانبی است و پیش‌ساز استیل شیکونین نیز هست.

## تاریخچه
استفاده از داروهای گیاهی و ترکیب‌های طبیعی فرصت‌های امیدوارکننده‌ای را برای درمان بیماری‌ها و همچنین به‌کارگیری آن‌ها به عنوان عوامل کمکی در شیمی‌درمانی برای بیماران سرطانی فراهم کرده‌است. امروزه طب مکمل و جایگزین نظیر طب سنتی چین به‌طور گسترده‌ای در سرتاسر جهان شناخته شده‌است. شیکونین یکی از ترکیب‌های مهم طب سنتی چینی است که اثرهای زیستی و دارویی آن به خوبی شناخته شده‌است. ساختار شیمیایی شیکونین، اولین بار در سال ۱۹۱۸ پیشنهاد شد و سرانجام مشخص شد که این ترکیب ایزومر نوری آلکانین است.
مشتق استیل شیکونین برای اولین بار در سال ۱۹۲۲ توسط کورودا و ماجیما از ریشه‌های اریترورایزن استخراج گردید. این شیمیدان‌ها سپس مشتق‌های دیگر، از جمله شیکونین را نیز جداسازی کردند و بسیاری از خواص شیمیایی آن‌ها را تعیین کردند.
اولین تولید موفقیت‌آمیز شیکونین و تعدادی از مشتق‌های آن در سال ۱۹۷۴ توسط تاباتا و همکارانش از کالوس‌های کشت شده به دست آمد. در دهه‌های ۱۹۷۰ و ۱۹۸۰ تولید صنعتی شیکونین از طریق کشت‌های سلولی اریترورایزن توسط شرکت پتروشیمی میتسویی (Mitsui) راه‌اندازی گردید که از محیط کشت M9 برای تولید مشتق‌های شیکونین استفاده می‌شد. امروزه نیز به منظور تولید صنعتی این ترکیب‌ها، بیشتر از کشت سلولی استفاده می‌شود که البته کشت تار کشنده نیز رواج زیادی پیدا کرده‌است.

## کاربردها و خواص درمانی
شیکونین به علت دارا بودن خواص ضد التهابی، در ترمیم زخم استفاده می‌شود. به‌طوری‌که در طب سنتی چینی برای مدت‌های طولانی از ریشه این گیاهان برای درمان سوختگی‌ها، زخم‌های مقعد، بواسیر و زخم‌های پوستی استفاده می‌شود. امروزه نیز اثرهای ترمیم‌کنندگی آن در زخم‌های روده‌ای و پوستی به اثبات رسیده‌است.
شیکونین دارای اثرهای ضد سرطانی متفاوتی است. به عنوان مثال این مادهٔ دارویی می‌تواند فعالیت‌های آنزیم توپوایزومراز که نقش مهمی در تنظیم دی‌ان‌ای سلول‌های سرطانی از جمله تکثیر، نوترکیبی و رونویسی دارد را مهار کند. افزایش بیان پی۵۳ و مهار گلیکولیز سلول سرطانی از طریق هدف‌گیری پیرووات کیناز M2 یا PKM2 از مکانیسم‌های دیگر مرگ سلول‌های سرطانی القا شده با شیکونین است. از آنجا که سلول‌های سرطانی به شدت بر گلیکولیز متکی هستند و PKM2 آخرین آنزیم محدود کننده سرعت در گلیکولیز است، شیکونین به عنوان یک مهار کننده طبیعی PKM2 می‌تواند باعث سرکوب رشد سلول‌های سرطانی از طریق مهار منبع اصلی تولید ATP شود. همچنین شیکونین با اثر بر متابولیسم سلولی، فعالیت خود را به صورت حساس کردن سلول‌های مقاوم به شیمی‌درمانی انجام می‌دهد.
یکی از جنبه‌های برجسته سلول‌های سرطانی در مقایسه با سلول‌های طبیعی، سطوح بالایی از گونه‌های فعال اکسیژن (ROS) است. میزان بالای ROS در سلول‌های سرطانی، در شروع و پیشرفت سرطان بسیار مهم است. با این حال، تولید ROS اضافی می‌تواند سمی باشد و باعث آسیب‌پذیری بیشتر سلول‌های سرطانی به تخریب از طریق استرس اکسیداتیوی شود. استرس اکسیداتیو باعث ایجاد آپوپتوز سلول از طریق یک سری مسیرهای پایین‌دست، مانند استرس شبکه آندوپلاسمی (ER) و آبشار میتوکندری می‌شود؛ بنابراین دستکاری سطوح ROS در سلول‌های سرطانی، راهی است که بتوان سلول‌های سرطانی را به‌طور انتخابی از بین برد.
بسیاری از اثرهای سمی شیکونین نیز بر روی سلول‌های سرطانی از طریق افزایش تولید گونه‌های فعال اکسیژن (ROS) برای ایجاد آپوپتوز وابسته به کاسپاز است. همچنین شیکونین باعث تنظیم کاهشی بیان ماتریکس متالو پروتئیناز (MMP) با میانجیگری فاکتور کاپا B هسته‌ای (NF-kB) می‌شود که به این ترتیب باعث کاهش ویژگی تهاجمی و متاستاز تومور می‌گردد.
این مادهٔ دارویی به عنوان یک عامل کمکی برای درمان سلول‌های سرطانی ریه نیز معرفی شده‌است. شیکونین باعث القا آپوپتوز، نکروز و پیری سلول‌های سرطانی از طریق افزایش بیان ژن سرکوبگر تومور پی۵۳ می‌گردد. همچنین آزمایش‌ها نشان داده‌است که در حدود ۲۴ ساعت پس از القا شیکونین، سطوح P53، پی۱۶ و کاسپاز ۳ به‌طور قابل توجهی افزایش می‌یابند و همزمان با این افزایش، انتشار سیتوکروم سی از میتوکندری به سیتوزول نیز مشاهده گردید.
اثر ضد دیابت شیکونین و تأثیرش بر متابولیسم گلوکز از طریق مکانیسم‌های مهاری و سرکوب ژن‌های چربی‌ساز در کبد و عوامل رونویسی چربی‌سازی در بافت چربی سفید اثبات شده‌است. شیکونین توانایی اتصال PPARγ و C / EBPα (مهم‌ترین عوامل رونویسی آدیپوژنز) به توالی‌های هدفشان در دی‌ان‌ای را مهار می‌کند. همچنین این ترکیب با فعال‌سازی مسیر / WNT β –کاتنین، بیان PPARγ و C / EBPα را سرکوب کرده و از تجمع چربی درون سلولی جلوگیری می‌کند.
شیکونین جذب گلوکز را افزایش می‌دهد. در واقع شیکونین انتقال GLUT4 را از وزیکول‌های درون سلولی به سطح سلول افزایش می‌دهد که این همان مکانیسم انتهایی است که توسط انسولین اما با یک سیگنال درون سلولی متفاوتی انجام می‌شود. با این مشاهده‌ها دانشمندان امیدوارند که این ماده دارای اثر سودمندی بر متابولیسم گلوکز داشته باشد که این موضوع روش‌های جدیدی را برای درمان دیابت نوع ۲ فراهم می‌کند.
از خواص دیگر شیکونین می‌توان به اثرات ضد میکروبی، ضد قارچی، ضد ویروسی، ضد انگلی، ضد اکسیدانی نیز اشاره کرد.
شیکونین دارای خاصیت چربی‌دوستی بالایی است به همین علت از این ترکیب در کرم‌ها و پمادها استفاده می‌شود. از آنجا که پوست ریشه گیاهان خانواده گاوزبانیان حاوی مقادیر زیادی رنگدانه‌های نفتئوکینون قرمز رنگ است، از زمان‌های بسیار قدیم به عنوان رنگ نیز استفاده می‌شده‌است.

## بیوسنتز و ترشح شیکونین
آنزیم‌های مهم در مسیر بیوسنتز شیکونین فنیل آلانین آمونیا لیاز (PAL) و ۳ هیدروکسیل-۳-متیل گلوتاریل-CoA-ردوکتاز (HMGR) هستند که میزان بیان آن‌ها نیز در سلول‌های تولیدکننده شیکونین بالا است.
مطالعه‌های میکروسکوپ الکترونی حاکی از آن است که سلول‌های تولیدکننده شیکونین حاوی وزیکول‌های مشتق شده از شبکه آندوپلاسمی هستند. این وزیکول‌ها احتمالاً با استفاده از یک سری مکانیسم‌های ناشناخته از غشای پلاسمایی عبور می‌کنند و شیکونین به صورت دانه‌های قرمز بر روی دیواره‌های سلولی تجمع می‌یابد. از آنجا که مشتقات شیکونین بسیار آب‌گریز هستند، این وزیکول‌های داخل سلولی مشابه چربی‌های بدن به صورت تک‌لایه‌های چربی وجود دارند.